# Dohyō

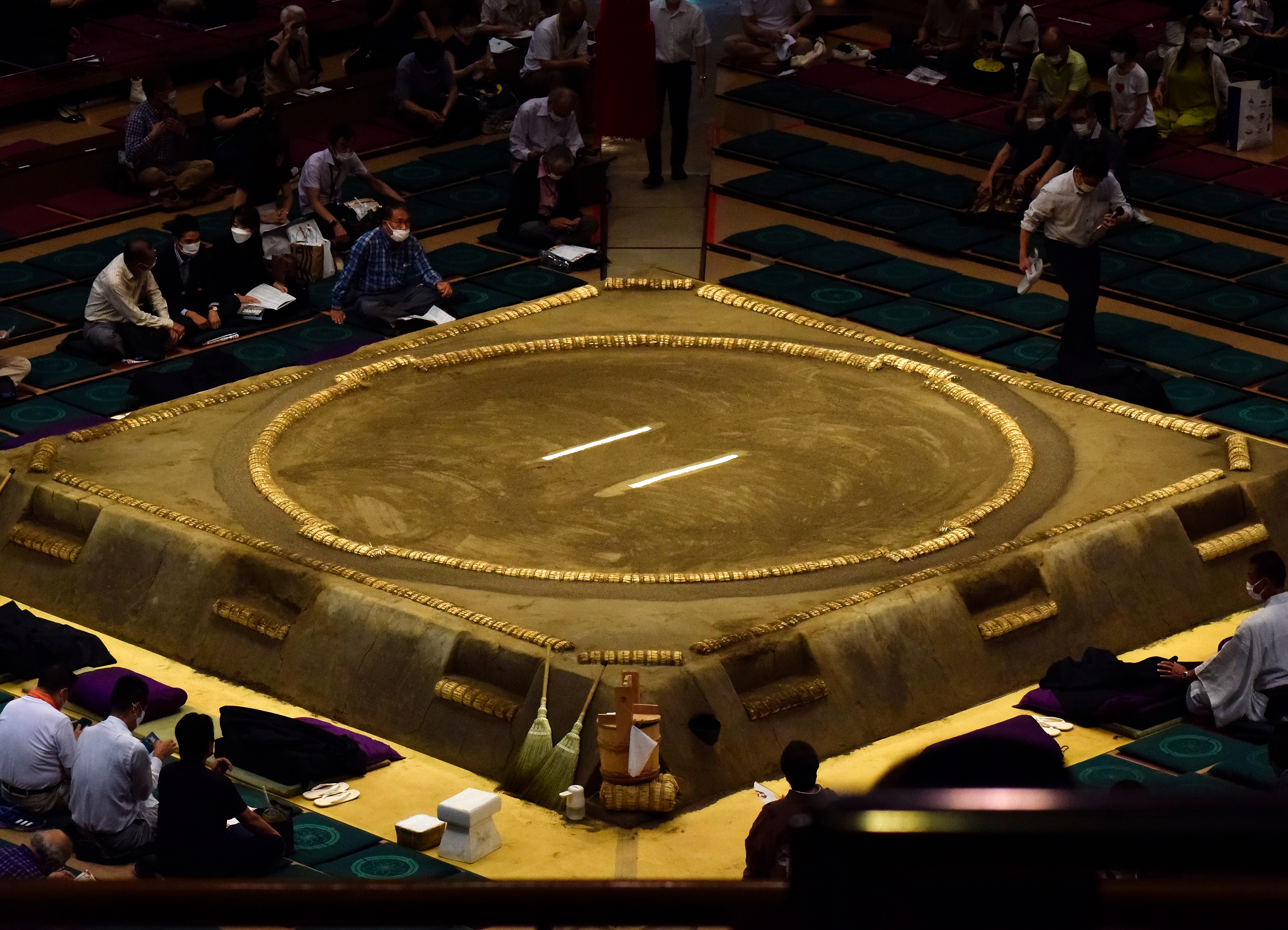
Dohyō, het platform waarop sumoworstelaars met elkaar worstelen.

Dohyō (Japans: 土俵; [do̞.çʲo̞ː]; Hepburn: dohyō;) is het platform waarop sumoworstelaars worstelen.

## Etymologie
Dohyō is de romaji-transliteratie van de kanji 土俵. Het is een samenstelling van de zelfstandige naamwoorden: 土 [do] (aarde) of (grond) in de on-lezing en 俵 [hyō] (strobaal) eveneens in de on-lezing. Dohyō kan worden vertaald als: aarden strobaal. De 'strobaal' in de samenstelling verwijst naar de vierkant en de cirkel gevormd door de cilindrische 俵 [tawara] (strobalen) die oprijzen uit de dohyō.

## Constructie

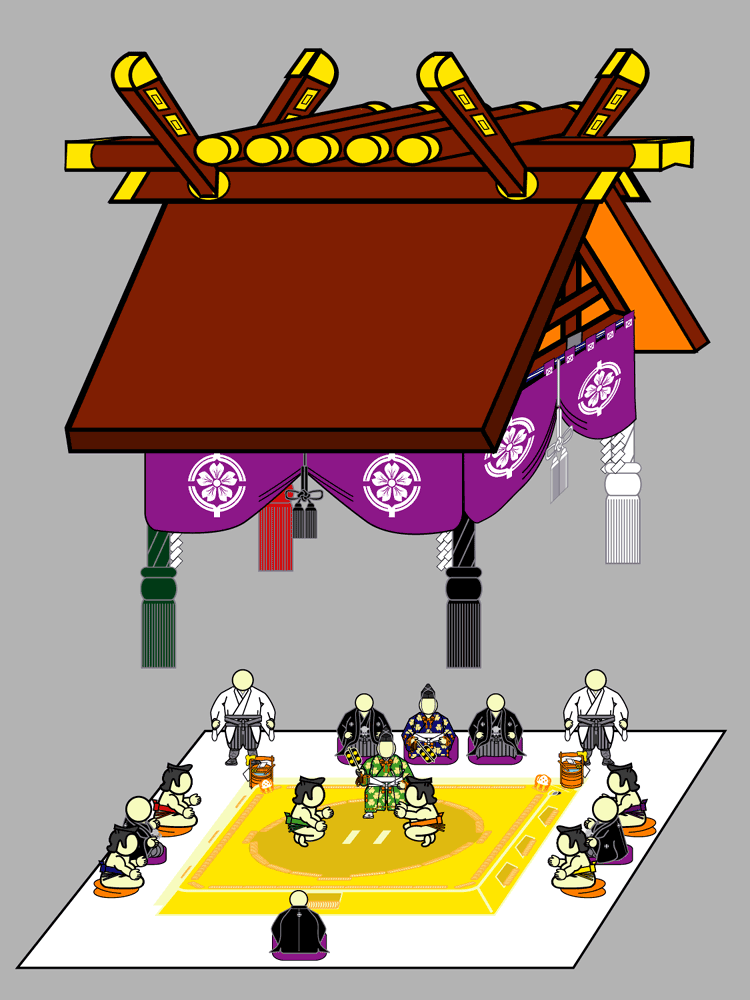
Illustratie van een moderne dohyō compleet met een tsuriyane (hangend dak).

### Materiaal
In het professionele sumo wordt voorafgaand aan elk toernooi een nieuwe dohyō gebouwd. Het bouwen van de dohyō wordt uitgevoerd door ringassistenten, genaamd: yobidashi (Japans: 呼出). Het bouwen gebeurt met traditionele gereedschappen en duurt drie dagen. De dohyō wordt gebouwd met klei en afgedekt met zand. De klei wordt gewonnen uit de oevers van de rivier Arakawa in de prefectuur Saitama. Door de toenemende verstedelijking is men ook de klei gaan gebruiken in de prefectuur Ibaraki. Na elk toernooi wordt de dohyō afgebroken, in Nagoya nemen fans stukken klei mee als souvenir.

### Afmetingen
De diameter van de ring bedraagt 15 shaku (4,55 m), een toename ten opzichte van de 13 shaku (3,94 m) die tot 1931 werd gebruikt. Het platform is 66 cm hoog. Een trainingsdohyō is niet verhoogd maar gelijkvloers.

### Belijning
De rijststrobalen (tawara) waarmee de randen worden gevormd, een cirkel in een vierkant. Vier van de rijststrobalen worden iets buiten de cirkel geplaatst, deze worden de voorkeursbalen (tokudawara) genoemd. Oorspronkelijk dienden ze om regenwater af te voeren toen sumotoernooien nog in de open lucht werden gehouden. Tegenwoordig worden ze gebruikt door de sumoworstelaars om extra grip te krijgen en zo effectiever weerstand te bieden tegen de tegenstander. Buiten de cirkel ligt een laag van fijngeborsteld zand (janome), letterlijk: "slangenoog", dat wordt gebruikt om te zien of een sumoworstelaar buiten de ring heeft gestapt. Voor elk gevecht wordt het zand opnieuw vrij gemaakt van afdrukken.
In het midden van de dohyō bevinden zich twee 90 cm lange witte lijnen (shikiri-sen), elke lijn is 6 cm breed. Dit zijn de twee parallelle strepen op 70 cm afstand van elkaar waarachter de worstelaars zich dienen op te stellen bij aanvang van het gesprek. Shikiri-sen werden voor het eerst geïntroduceerd tijdens het lentetoernooi van 1928.

### Tsuriyane
Boven de dohyō hangt een dak dat lijkt op het dak van een shinto-tempel, tsuriyane genaamd. Rond de tsuriyane hangt een paars banier met daarop het mon van de Japanse sumoassociatie. Voor september 1952 werd de tsuriyane ondersteund door pilaren, maar deze zijn verwijderd om de toeschouwers een onbelemmerd zicht te bieden op de dohyō. In plaats van de pilaren hangt aan elke hoek van de tsuriyane een gekleurde kwast. Elke kwast representeert de vier seizoenen en de vier hemelse wezens van de windrichtingen symboliseren:
- Groen – Blauwe Draak van het Oosten (青龍), Lente[2]
- Rood – Vermiljoen Vogel van het Zuiden (朱雀), Zomer[2]
- Wit – Witte Tijger van het Westen (白虎), Herfst[2]
- Zwart – Zwarte Schildpad van het Noorden (玄武), Winter[2]

## Overige termen etymologisch verklaard
In dit artikel worden een aantal termen gebruikt waarvan het wellicht wenselijk is dat deze eveneens etymologisch worden verklaard.
Tawara is de romaji-transliteratie van de kanji 俵, het zijn de oprijzende strobalen waarmee de cirkel en de vierkant worden gevormd. Het is het zelfstandig naamwoord: 俵 [tawara] (strobaal) in de kun-lezing. Tawara kan worden vertaald als: strobaal. Het is een cilindrische strobaal, meestal vervaardigd van rijststro. 
Tokudawara is de romaji-transliteratie van de kanji 特俵, het zijn de vier uitstekende strobalen in de cirkel. Het is een samenstelling van de zelfstandige naamwoorden: 特 [toku] (speciaal) of (bijzonder) in de on-lezing en 俵 [tawara] (strobaal) in de kun-lezing. De stemloze beginletter 't' van het tweede deel in de samenstelling "tawara" verandert in de stemhebbende 'd' vanwege rendaku, hierdoor wordt het tweede deel uitgesproken als "dawara". Tokudawara kan worden vertaald als: speciale strobaal.
Yobidashi is de romaji-transliteratie van de kanji 呼出, het is een samenstelling van de werkwoorden 呼 [yobu] (roepen) in de kun-lezing en 出 [dasu] (naar buiten brengen) in de on-lezing. Yobidashi kan worden vertaald als: oproepen of naar buiten roepen. De Yobidashi zijn de medewerkers tijdens het toernooi.
Shiriki-sen is de romaji-transliteratie van de kanji en hiragana 仕切り線, het is een samenstelling van de zelfstandige naamwoorden: 仕切り [shiriki] (verdeling) of (scheiding) in de kun-lezing, het is afgeleid van het werkwoord 仕切る [shiriku] (verdelen) of (scheiden). Het tweede deel van de samenstelling is het zelfstandig naamwoord 線 [sen] (lijn) in de on-lezing. Shiriki-sen kan worden vertaald als: scheidslijn. De shiriki-sen zijn de lijnen waarachter de sumoworstelaars moeten staan bij aanvang van de wedstrijd.
Ja-no-me is de romaji-transliteratie van de kanji en hiragana 蛇の目. Het is een samenstelling van het zelfstandig naamwoorden: 蛇 [ja] (slang) in de on-lezing, het hiraganakarakter の [no] dat bezit uitdrukt, en het zelfstandig naamwoord 目 [me] (oog) in de kun-lezing. Ja-no-me wordt letterlijk vertaald als: slangenoog. Het verwijst naar het fijne zand buiten de cirkel op de dohyō dat aantoont of een sumoworstelaar buiten de cirkel is gestapt.
Tsuriyane is de romaji transliteratie van de kanji en hiragana 吊り屋根. Het is een samenstelling van het werkwoord 吊り [tsuri] (ophanging) of (hangend) in de kun-lezing, het is afgeleid van het werkwoord 吊る [tsuru] (ophangen). Het hiraganakarakter り helpt om de nominale vorm van het werkwoord te vormen. Het tweede deel van de samenstelling is 屋根 [yane] (dak) in de kun-lezing. Tsuriyane kan worden vertaald als: hangend dak.

## Galerij

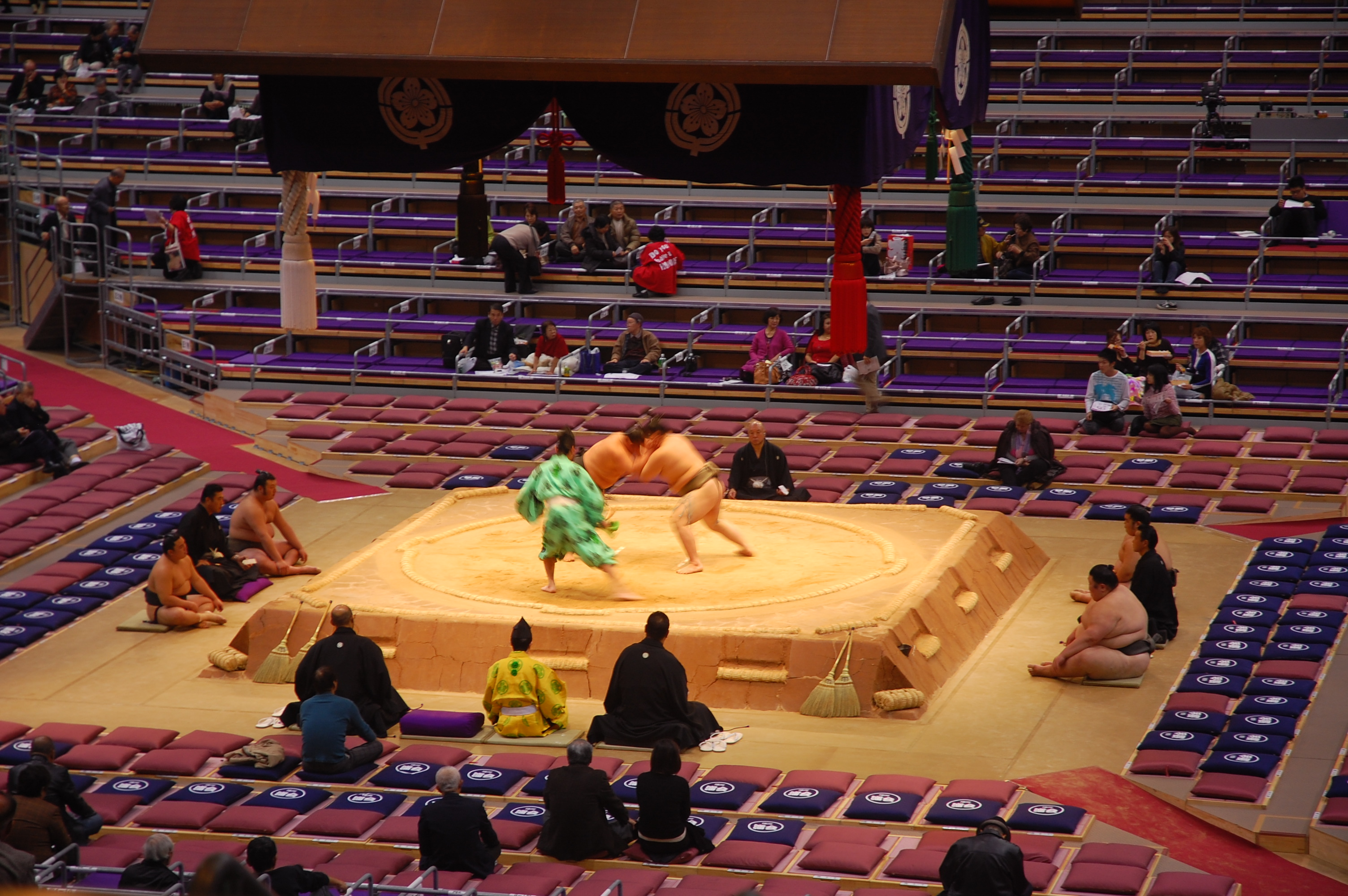
Sumoworstelwedstrijd op een dohyō.
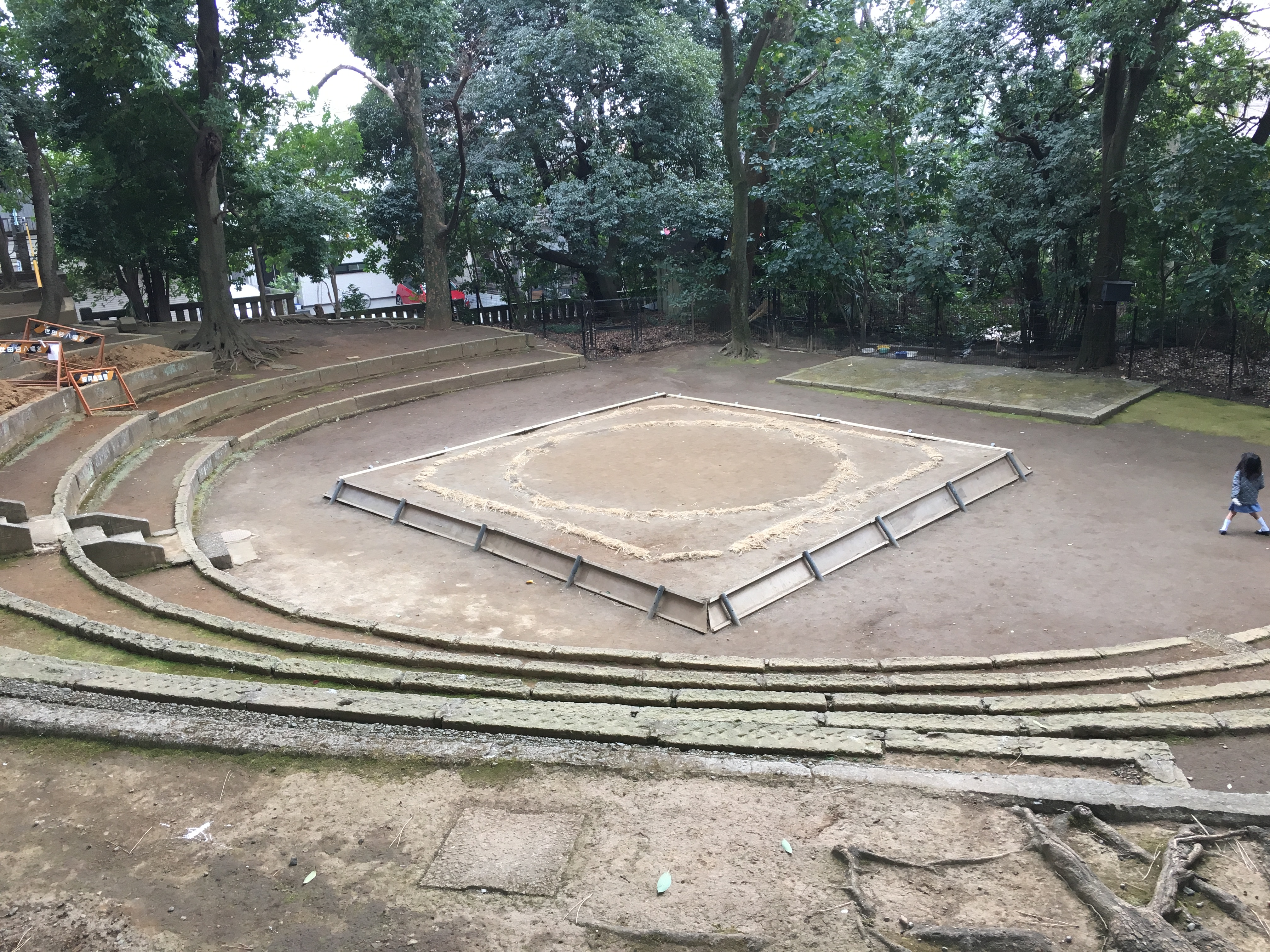
Een dohyō in de buitenlucht in Setagaya, Tokio.
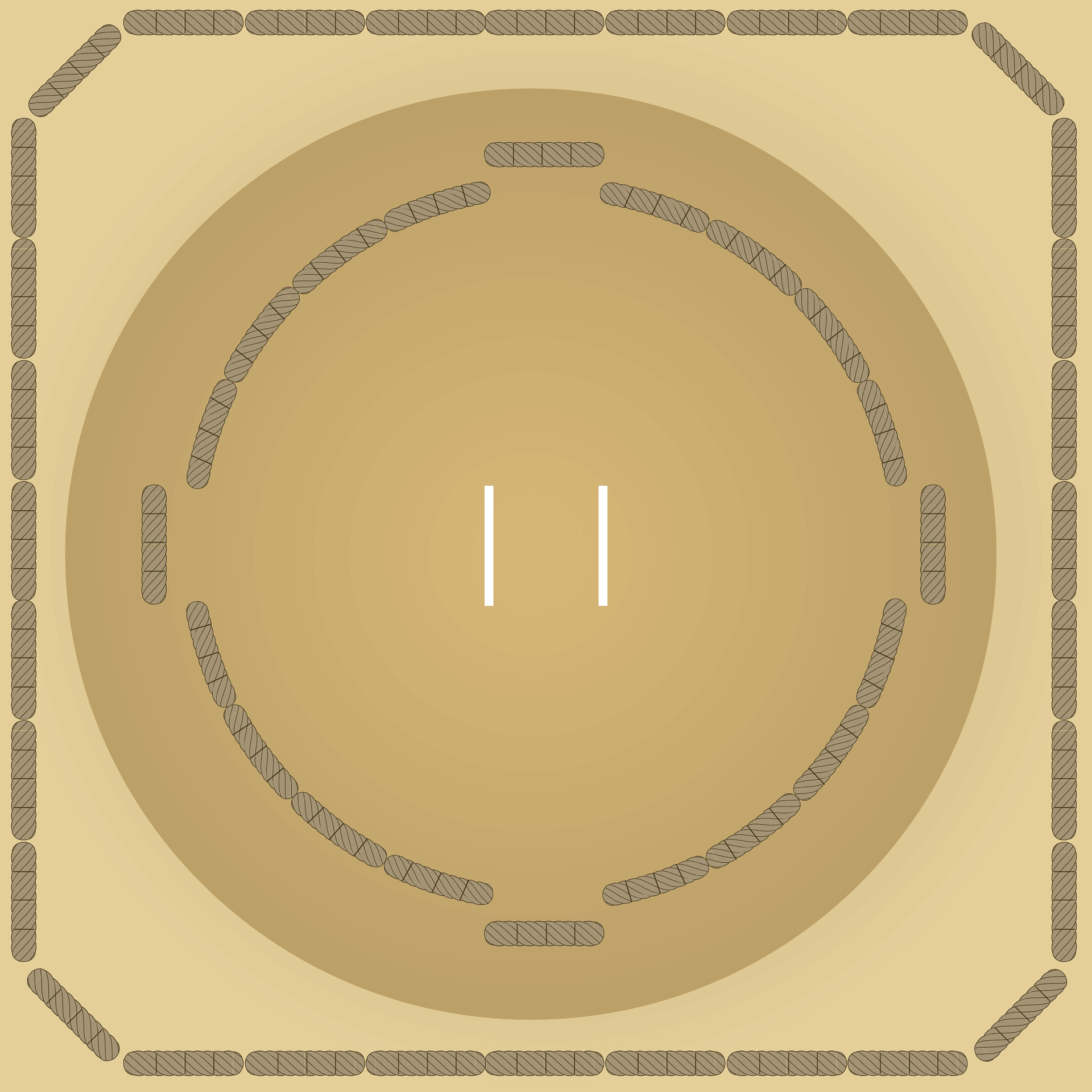
Bovenaanzicht van een dohyō.
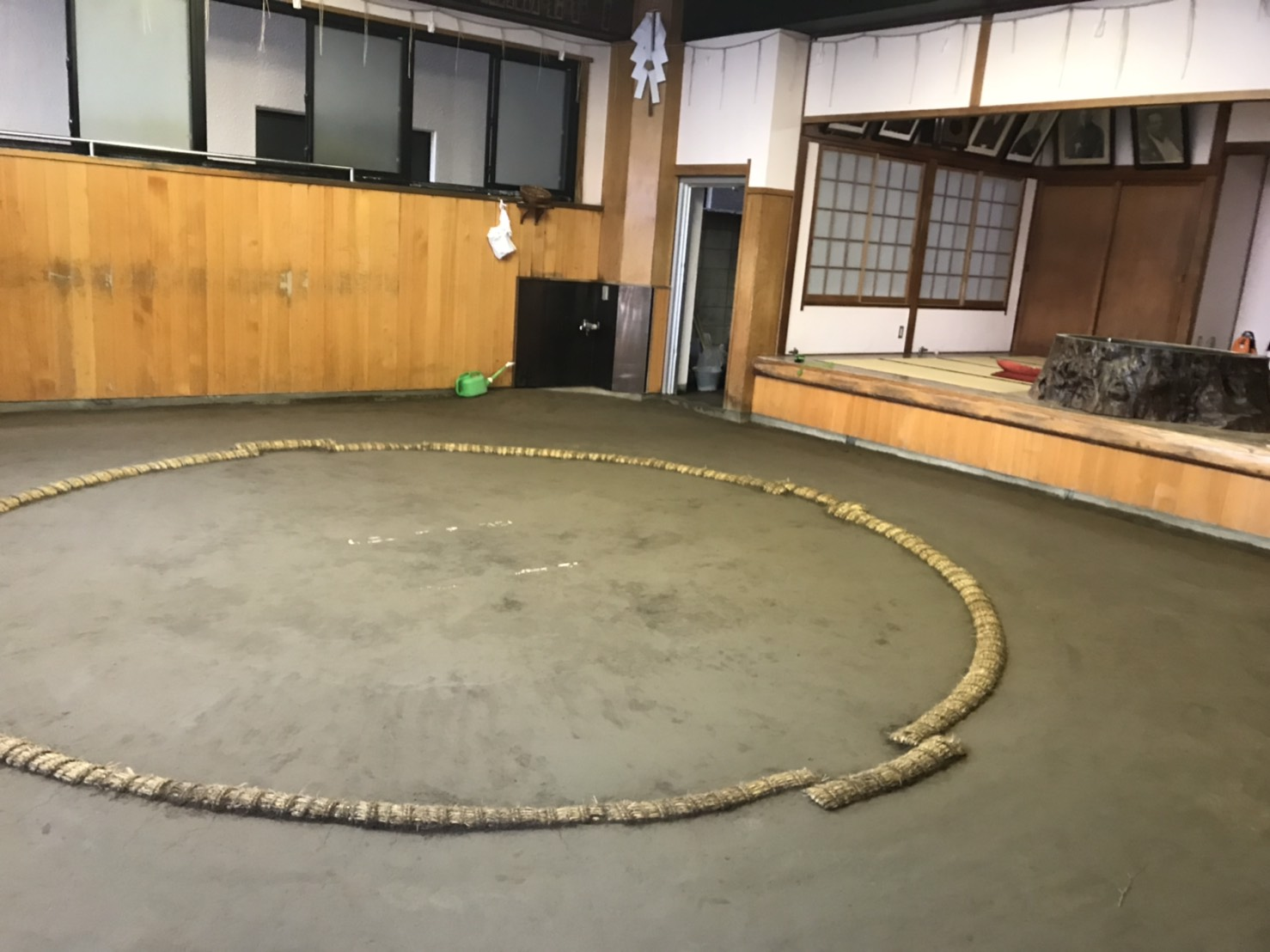
Trainingsdohyō, zie dat de dohyō niet is verhoogd.
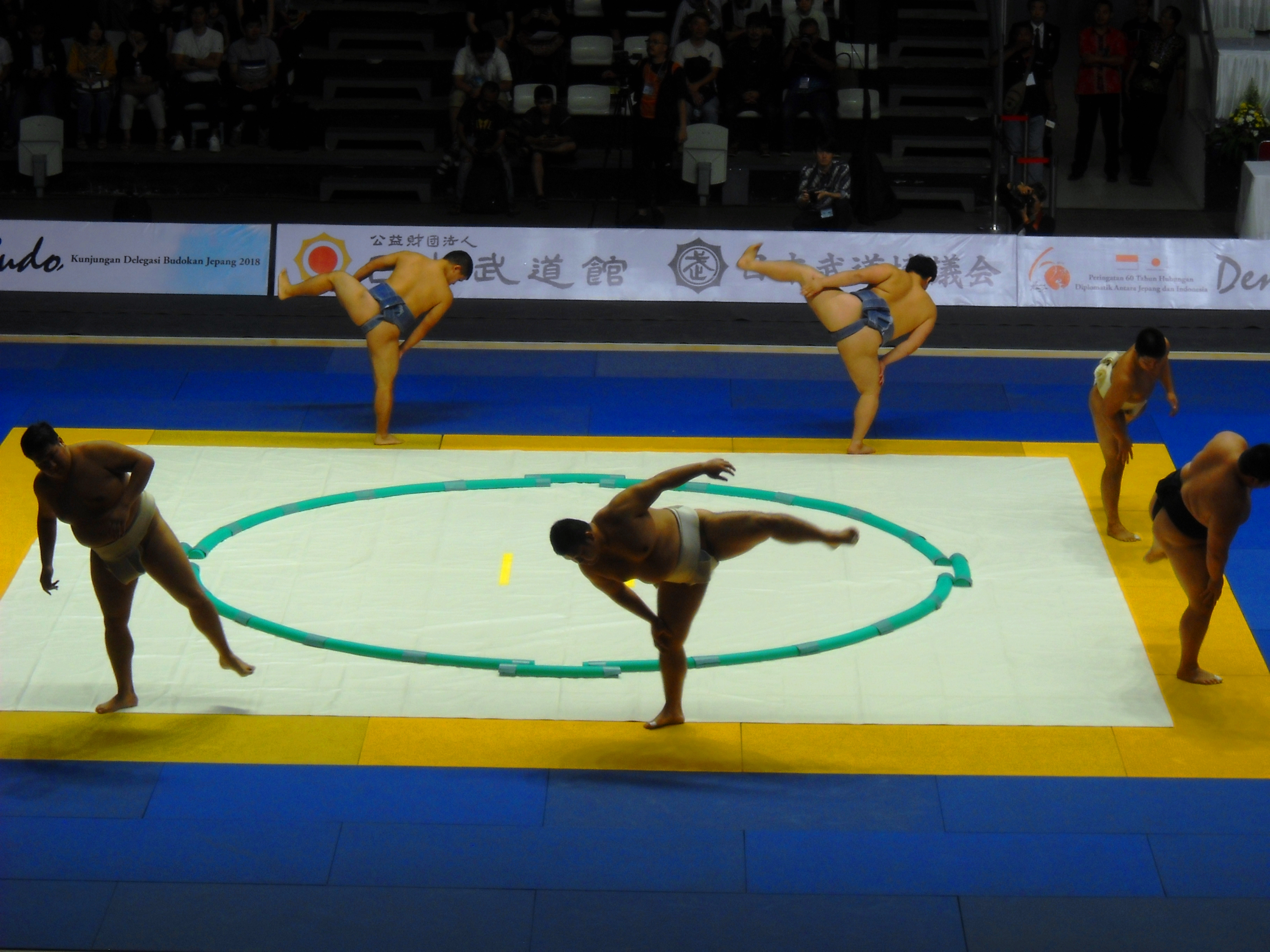
Amateur-sumowedstrijden en trainingen kunnen plaatsvinden op verplaatsbare dohyō vervaardigd uit canvas, schuim, en plastic.